# Volkswagen Scirocco

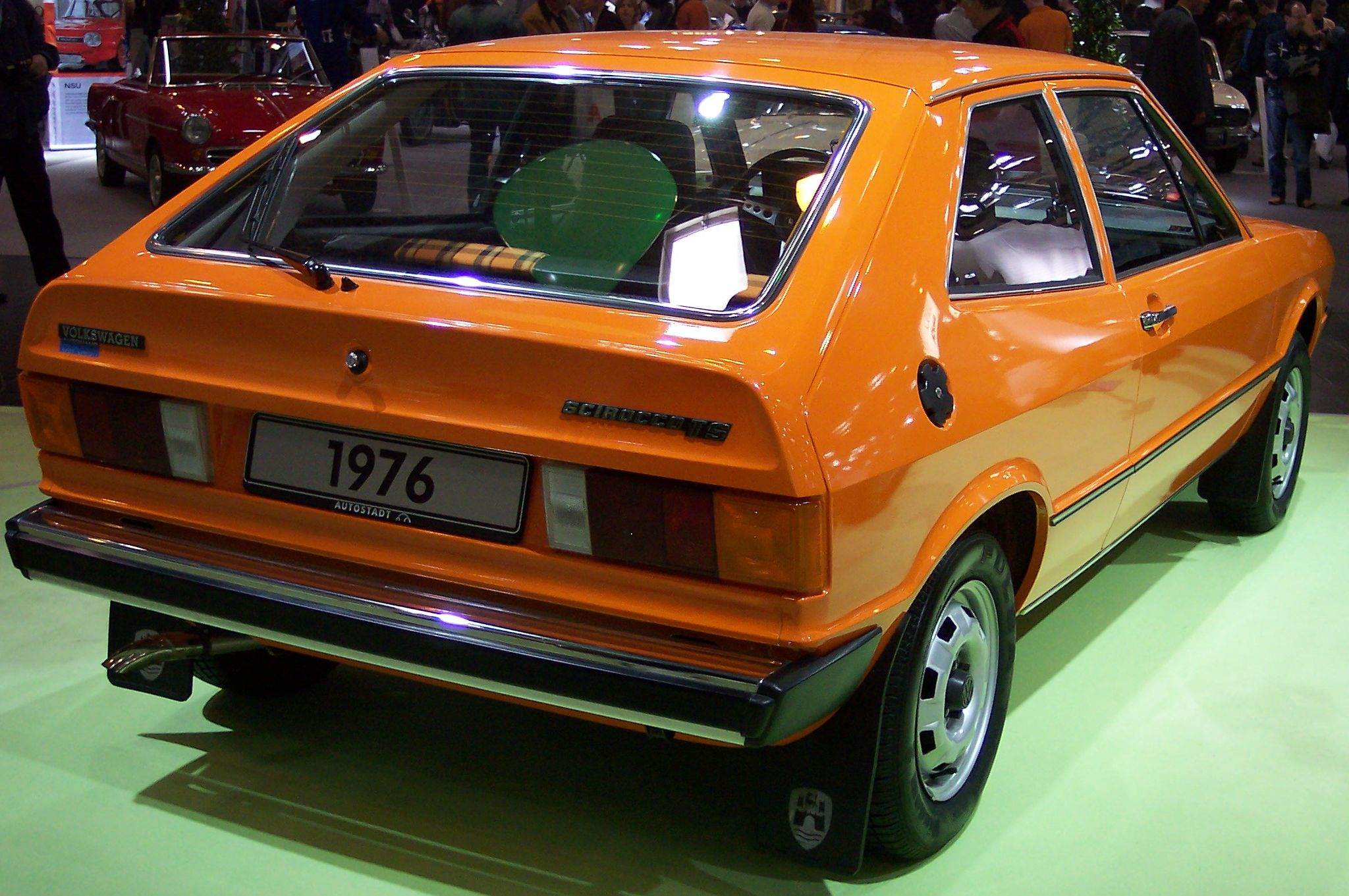
VW Scirocco I 1976

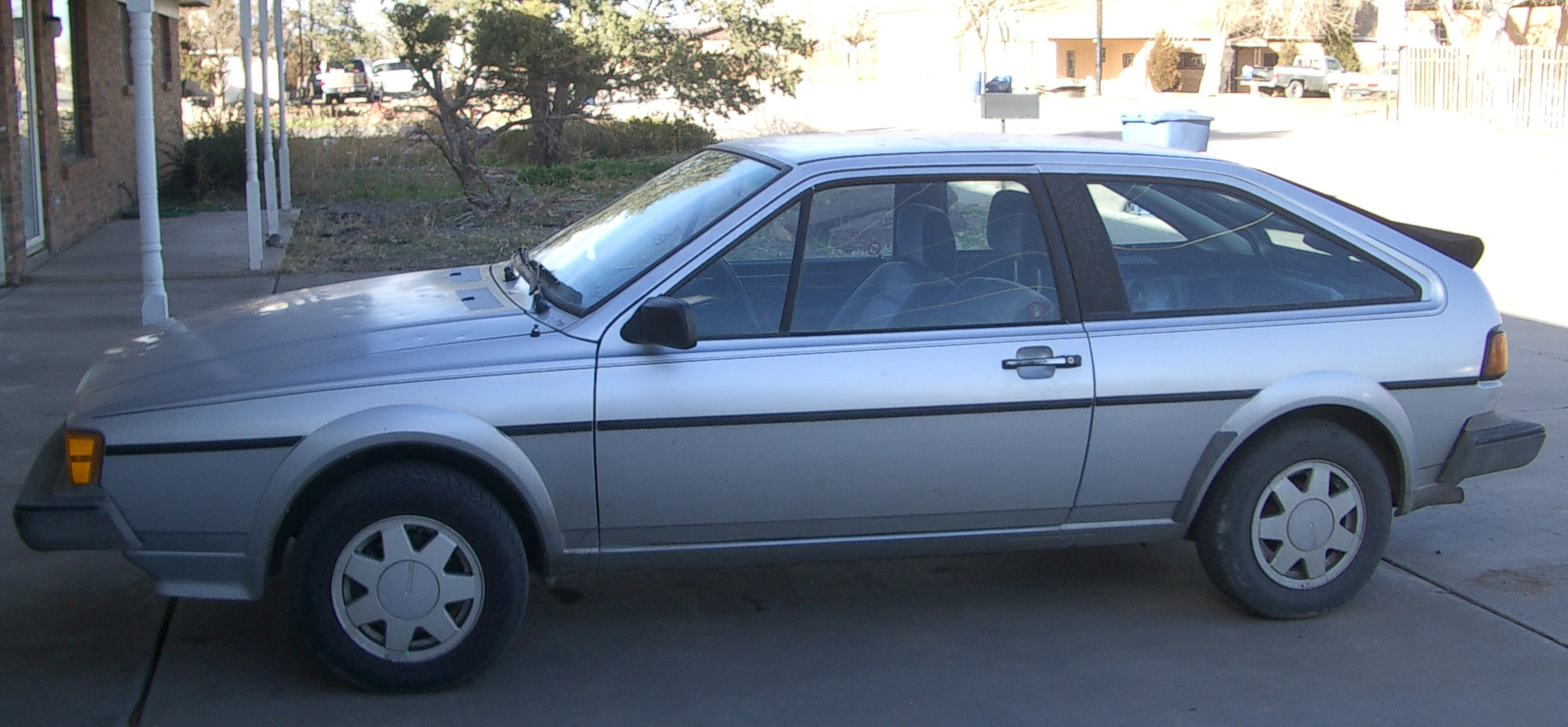
Volkswagen Scirocco, 1986

Volkswagen Scirocco är en bilmodell från Volkswagen. Bilen tecknades av den italienska designern Giorgio/Giorgetto Guigiaro. Modellen har fått sitt namn från en afrikansk ökenvind, scirocco / sirocco. Modellen lanserades 1974, och var en efterföljare till Karmann-modellerna. Karossen tillverkades av Karmann. Bilen är tekniskt lik VW Golf
, den var menad som ett ungdomligare och sportigare alternativ, och den efterföljdes delvis av Volkswagen Golf GTI.
Bilmodellen tillverkades fram till hösten 1992 och under 18,5 år hade det då producerats sammanlagt 797 606 Scirocco I och II, och efterföljdes av Volkswagen Corrado.
Nya Scirocco visades i Genève mars 2008,och kom till sommaren 2008.
Bilen tillverkas i Setúbal i Portugal, bilen kan erhållas med 3 olika motorer, 2 TSI-direktinsprutare och en TDI Common Rail diesel.
Bilens längd 4,26 m. bredd 1,81 m. höjd 1,40 m.

## Modellerna

### Scirocco I - Typ 53
Den första Sciroccon var formgiven av Giorgetto Giugiaro och var en 2-dörrars halvkombi, byggd på samma bottenplatta som Golf och Jetta modellerna (A1 chassiet). VW kallade den för sportkupé och enligt fabriken, så var konkurrenterna Opel Manta, Ford Capri och Fiat 128 coupé, men också ägare till BMW 1602, BMW 2002 och Opel Commodore var en tilltänkt kundkrets .
Framvagnen hade McPherson fjäderben och negativ styrradie. Det gjorde att bilen var mycket stabil på vägen. Vid en provkörning för reportage i tidningen FIB aktuellt, så tvärnitade Ronnie Peterson bilen med högerhjulen på torr asfalt och de andra ute i det blöta gräset . Trots detta fick inte bilen sladd, utan bromsade helt rakt.
Inredningen var sportig, med hålad tre-ekrad sportratt, stor varvräknare, extrainstrument med klocka och voltmätare i mittkonsollen, stolar i konstläder, med skotskrutig klädsel på mittdelen av sätena i samma grundfärg som karossen eller helt i läder. Bilen blev betecknad som 2+2-sitsig och saknade säkerhetsbälte bak.
De första två årsmodellerna hade två vindrutetorkare, men 1976 kom den med enkeltorkare och hade det fram till modellbytet 1982. 1978 års modell fick ett facelift, med bland annat framblinkers som gick runt hörnen, svart B-stolpe och helt plastklädda stötfångare.
Sverige tog bara in den motorstarkaste och lyxigaste TS-modellen, som de första åren hade en tvärställd 1,5 liters (1,471), fyrcylindrig förgasarmotor på 85 Hk och maxfart på ca 175 km/h och 0-100 på 11 sekunder. På andra marknader fanns den i enklare utförande, som L och LS, med motorer på 1.1 och 1.3 liter. Avgasreningskraven 1976 gjorde att den årsmodellen, liksom alla andra VW under samma år, fick en 1.6 litersmotor på 72 Hk. Årsmodellen efter (1977) såldes det tillsammans med 72 Hk modellen, en motorstarkare GTI version på 110 Hk och mekanisk insprutningsmotor, som gjorde att bilen gick från 0-100 på 8,8 sek. 
Eftersom karossen hade lågt luftmotstånd (cw 0,42), så kom den också att användas till banracing.
Scirocco I tillverkades under sju år i 504 153 exemplar.

### Modellbeteckningar på Scirocco I - Typ 53
- Scirocco S
- Scirocco L
- Scirocco LS
- Scirocco GL
- Scirocco GLI
- Scirocco GT den motorsvagare 72 Hk förgasarmodellen.
- Scirocco GTI 110 Hk insprutningsmotor 1977.
- Scirocco CL (specialmodell)
- Scirocco SL (specialmodell)
- Scirocco TS Sverige under 1974 till 1975.

### Scirocco II - Typ 53B
1982 kom en ny större och tyngre kaross ritad av VW:s egna konstruktörer, men fortfarande med samma bottenplatta, som på den tidigare modellen. Luftmotståndet var nu cw 0,38 och karossen 16,5 cm längre än föregångaren. En 1.8 16v motor på 139 Hk i Scirocco GTX gjorde att den kom upp i samma motorstyrka som Golf GTI 16v. 0 till 100 på 8,1 sekunder och toppfart på 210 km/h.
Scirocco II tillverkades från april 1981 till september 1992. Den efterträddes då av Volkswagen Corrado.

### Modellbeteckningar på Scirocco II - Typ 53B
- Scirocco L
- Scirocco CL
- Scirocco LS
- Scirocco GL
- Scirocco GLI
- Scirocco GLS
- Scirocco GLX
- Scirocco GTX
- Scirocco GT
- Scirocco GTI
- Scirocco GTL
- Scirocco White Cat, var en specialmodell som såldes endast vitlackerade, med vit inredning. Väghållnings-kit och 16v motor. Såldes inte på den svenska marknaden.
- Scirocco Tropic, var en specialmodell som såldes 1986 i 2622 exemplar (Kod: S712) i färgerna Madisonblå metallic och Kiwibrun metallic.
- Scirocco Scala
- Scirocco Storm, såldes bara på den brittiska marknaden 1984 i 605 exemplar (Kod: S719).
- Scirocco GTS,var en modell som kännetecknas av de ganska stora stripes på nedre delen av bilens sida,stod GTS
- Scirocco GT 16V
- Scirocco GTX 16V
- Scirocco GTII
- Scirocco GTII 16 V

### Scirocco III-Typ 137

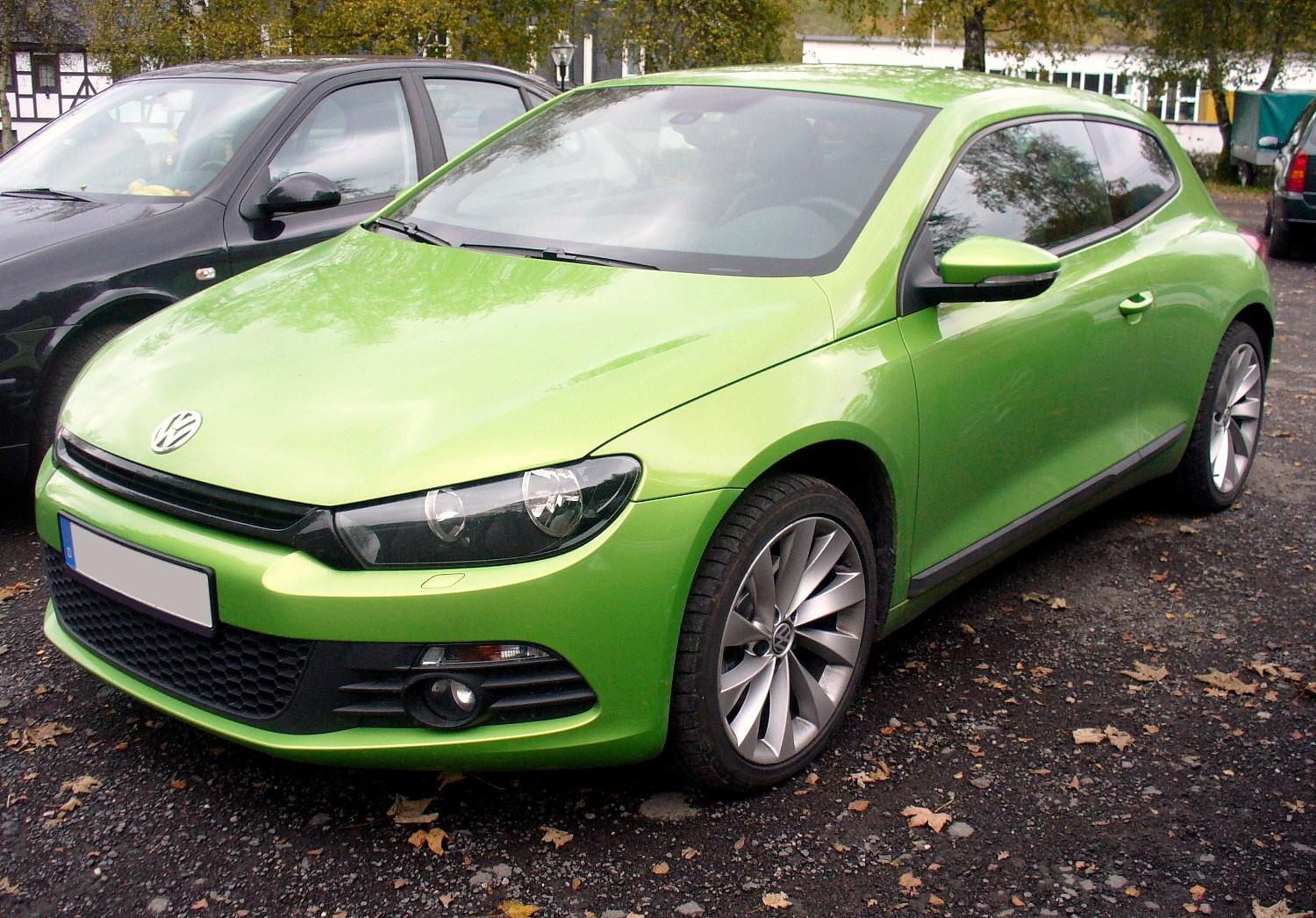
Volkswagen Scirocco

2008 lanserades en ny modell Scirocco som är baserad på PQ35-plattformen och är således närbesläktad med Golf V och VI men marknadsförs som ett sportigare alternativ. Instrumentbrädan är hämtad från Volkswagens Eos-modell och delas alltså inte med Golf.
Motoralternativ i Sverige:
- TSI 160, turbo- och kompressormatad 1,4-liters bensinmotor med 160 hk, 240 Nm.
- GT, turbomatad 2-liters bensinbensinmotor med 200 hk, 280 Nm. (Från 2010 års modell 210 hk, liksom i Golf VI GTI.)
- R, turbomatad 2-liters bensinmotor med 265 hk, 350 Nm.
- TDI 170, turbomatad 2-liters Common Rail dieselmotor med 170 hk, 350 Nm.

Samtliga ovanstående motoralternativ är tillgängliga med DSG-växellåda. Ytterligare motoralternativ finns på andra marknader; primärt den tyska.